# Chlorosom
Als Chlorosomen (von altgriechisch χλωρός, chlorós – hellgrün, frisch und σῶμα soma – Körper) werden intrazelluläre Organellen Photosynthese betreibender Grüner Schwefelbakterien und Grüner Nichtschwefelbakterien (Chloroflexi) bezeichnet.

Chlorosomen sind rechteckige bis ellipsoide Strukturen mit einer Länge von 100 bis 200 nm, 50 bis 100 nm Breite und 15 bis 30 nm Höhe. Sie enthalten hauptsächlich Bacteriochlorophylle (c, d oder e) sowie geringere Mengen Carotinoide und Chinone und sind von einer Nicht-Einheitsmembran (einer Galacto-Lipidschicht mit verschiedenen Proteinen) umgeben. Funktionell bilden die Chlorosomen einen photosynthetischen Antennenkomplex, der der Absorption von Licht dient. Die Chlorosomen sind durch FMO-Proteine mit den Reaktionszentren in der Zellmembran verbunden. Hier findet die Umwandlung der absorbierten Lichtenergie in chemische Energie (ATP) statt. Verglichen mit ähnlichen Strukturen anderer phototropher Organismen sind Chlorosomen relativ groß und zeichnen sich durch das Fehlen einer Proteinmatrix aus, die die Anordnung der photosynthetischen Pigmente unterstützt.
Aktuelle Modelle, die die Organisation von Bakteriochlorophyll und Carotinoiden in den Chlorosomen beschreiben, gehen von einer schichtweisen Anordnung der Pigmente aus, bei der die Farnesol-Schwänze des Bakteriochlorophylls untereinander und mit den Carotinoiden interagieren. Auf diese Weise entsteht eine Struktur, die einem Lipid-Multilayer entspricht.
Beispiele für Bakterien, die Chlorosomen enthalten:
- Chlorobiaceae
  - Chlorobium tepidum
  - Chlorobium phaeobacteroides
  - Chlorobium phaeovibrioides
  - Chlorobium vibrioforme
  - Chlorobium limicola
  - Pelodictyon lutoleum
  - Prostecochloris aestuarii

- Chloroflexi
  - Chloroflexus aurantiacus
  - Chloroflexus aggregans

- Oscillochloridaceae
  - Oscillochloris trichoides
  - Chloronema giganteum

Die Lichtabsorption mit Hilfe von Chlorosomen ist sehr effektiv. Grüne Schwefelbakterien kommen deshalb auch mit wenig Licht aus und können noch in Gewässertiefen leben, die für viele andere phototrophe Organismen nicht mehr geeignet sind.